# Miss Earth México 2015
Miss Earth México 2015 fue la 9.ª edición del certamen Miss Earth México la cual se realizó en la Hacienda Doña Isabel del Hotel Bahía Príncipe Riviera Maya Resorts de la ciudad de Tulum, Quintana Roo el sábado 19 de septiembre de 2015. Treinta y dos candidatas de toda la República Mexicana compitieron por el título nacional, el cual fue ganado por Gladys Flores de Puebla quien compitió en Miss Tierra 2015 en Austria. Flores fue coronada por la Miss Earth México saliente Yareli Carrillo y Jamie Herrell Miss Tierra 2014 de Filipinas, convirtiéndose en la primera poblana en ir a Miss Tierra.
Posteriormente la organización nacional hizo designaciones hacía los concursos de los cuales era miembro: El día 9 de octubre se hizo oficial la designación de Laura Mojica de Oaxaca rumbo a Miss Hertage Global 2015 en Sudáfrica, sin embargo no se concretó su participación. El día 3 de febrero se hizo oficial la designación de Mónica Hernández de Yucatán rumbo a Miss Eco Universe 2016 en Egipto logrando colocarse dentro del Top 8. El día 20 de mayo de 2016 se hizo oficial la designación de Lucía Rivera de Tamaulipas rumbo a Miss Turismo Universal 2016 en Puerto Rico, sin embargo el certamen no se realizó. En junio de 2016 se hizo oficial la designación de Rosaura Rios de Sinaloa rumbo a Miss Bikini Universe 2016en China, sin embargo no se concretó su participación. El día 25 de junio de 2016 se hizo oficial la designación de Martha Briano de Veracruz rumbo a Miss Intercontinental 2016 en Srilanka. El día 15 de julio de 2016 se hizo oficial la designación de Daniela Ramírez de Colima rumbo a Miss United Countries 2016en Filipinas, sin embargo no se concretó su participación. El 9 de junio de 2017 se hizo oficial la designación de Deborah Ozuna de Chiapas rumbo a Miss Freedom of the World 2017 en Kosovo, sin embargo no se concretó su participación. El día 18 de enero de 2023 se hizo oficial la designación de Martha Briano rumbo a Universal Woman 2023 en Dubai logrando colocarse dentro del Top 10.

## Resultados
| Posición               | Candidata |
| Miss Earth México 2015 | - Puebla - Gladys Flores |
| Miss Earth Air 2015    | - Oaxaca - Laura Mojica |
| Miss Earth Water 2015  | - Veracruz - Martha Briano |
| Miss Earth Fire 2015   | - Yucatán - Mónica Hernández |
| Top 8                  | - Chiapas - Deborah Ozuna - Colima - Daniela Ramírez - Nayarit - Belsy Corona - Nuevo León - Graciela García |
| Top 16                 | - Baja California Sur - Yessica Ascencio - Chihuahua - Lizbeth Trujillo - Durango - Keila Castañeda - Guanajuato - Tamara Valenzuela - Jalisco - Patricia Márquez - Sinaloa - Rosaura Ríos - Sonora - Alessandra Serrano - Tamaulipas - Lucía Rivera |

## Áreas de competencia

### Semifinal
Días antes de la final nacional, se llevó a cabo la competencia semifinal, en donde las participantes desfilaron en traje de bajo y vestido de noche, en el cual fueron calificadas para seleccionar al grupo de 16 semifinalistas, así mismo se entregaron algunos reconocimientos especiales, incluyendo los desfiles de trajes típicos.

### Final
La gala final fue transmitida en vivo vía satélite a través del canal 52 MX para todo México desde la Hacienda Doña Isabel del Hotel Bahía Príncipe Riviera Maya Resorts de la ciudad de Tulum, Quintana Roo el sábado 19 de septiembre de 2015. La conducción del evento estuvo a cargo de Anette Cuburu y Patricio Cabezut.
El grupo de 16 semifinalistas se dio a conocer durante la competencia final: todas ellas seleccionadas por un jurado preliminar, donde eligieron a las concursantes que más destacaron en las tres áreas de competencia durante la etapa preliminar.
- Las 16 semifinalistas desfilaron en una nueva ronda en traje de baño y traje de noche, además de contestar preguntas que fueron enviadas por el público usuario, a través del correo electrónico oficial de Miss Earth México, donde salieron de la competencia 8 de ellas.
- Las 8 finalistas contestaron lo que piensan sobre diversos #Hashtag previamente seleccionados, esta respuesta fue contra reloj pues tenían 20 segundos para contestar, procurando ser lo más exactas y claras posibles. De esta manera el panel de jueces consideró la impresión general que dejó cada una de las finalistas para votar y definir a las ganadoras de los 4 elementos.

#### Jueces
Ellos fueron los mismos jueces en la competencia semifinal y en la competencia final.
- Pablo Patton - Director de recursos humanos del Hotel Bahía Príncipe
- Paola Aguilar - Miss Earth México 2012
- Fernando Santos - Fundador de los Premios Gaviota y periodista
- Kateryna Olek - Diseñadora de modas
- Jesús Gallegos - Fundador de TV y Novelas
- Irma Cebada – Coordinadora Nacional de Franquicias Internacionales de Miss Earth México
- Isaura Espinoza - Actriz de teatro y televisión
- Paola Arsof - Distinguida dama de la sociedad mexicana
- Yazuri González - Diseñadora internacional de modas
- María Luisa Villarrea - Reina de la Feria de Tulum 2008
- Wendy Ruíz - Política de Tulum

### Premios Especiales
| Premio                    | Candidata                      |
| Miss Amistad              | - Colima - Daniela Ramírez     |
| Miss Figura               | - Veracruz - Martha Briano     |
| Miss Fotogénica           | - Nuevo León - Graciela García |
| Miss Internet             | - Chihuahua - Lizbeth Trujillo |
| Miss Elegancia            | - Sinaloa - Rosaura Ríos       |
| Mejor en Vestido de Noche | - Querétaro - Alejandra Castro |
| Mejor Traje Reciclado     | - Veracruz - Martha Briano     |
| Mejor Traje Típico        | - Yucatán - Mónica Hernández   |
| Mejor Traje Estilizado    | - Campeche - Paloma Sandoval   |
| Mejor Proyecto Ecológico  | - Campeche - Paloma Sandoval   |

## Candidatas
| Estado              | Candidata                          | Edad | Estatura | Residencia         |
| Aguascalientes      | Andrea de Pablo Vinatier           | 22   | 1.73     | Aguascalientes     |
| Baja California     | Stephanie Itzel Rivera Camarena †  | 24   | 1.70     | Tijuana            |
| Baja California Sur | Yessica Rosalba Ascencio Cisneros  | 22   | 1.78     | Comondú            |
| Campeche            | Paloma Yazmin Sandoval Mendoza     | 18   | 1.70     | Escárcega          |
| Chiapas             | Deborah Ozuna Rivera               | 20   | 1.70     | Las Rosas          |
| Chihuahua           | Lizbeth Alejandra Trujillo Ordóñez | 23   | 1.75     | Ciudad Juárez      |
| Coahuila            | Regina Alejandra González Rentería | 23   | 1.72     | Saltillo           |
| Colima              | Adriana Daniela Ramírez Cruz       | 21   | 1.78     | Colima             |
| Distrito Federal    | Itzel Sánchez González             | 21   | 1.72     | Ciudad de México   |
| Durango             | Keila Alejandra Castañeda Tovar    | 18   | 1.80     | Poanas             |
| Estado de México    | Ana Leticia Durán Muñoz            | 20   | 1.70     | Toluca             |
| Guanajuato          | Tamara Valenzuela Navarro          | 19   | 1.68     | Celaya             |
| Guerrero            | Mayra Nallely Moreno Domínguez     | 23   | 1.74     | La Unión           |
| Hidalgo             | María Daniela Ortiz Zarco          | 20   | 1.70     | Pachuca            |
| Jalisco             | Patricia Márquez Ramírez           | 23   | 1.81     | San Miguel el Alto |
| Michoacán           | Verónica Patiño Duarte             | 18   | 1.76     | Parácaro           |
| Morelos             | Odett González Gómez               | 20   | 1.76     | Cuautla de Morelos |
| Nayarit             | Belsy Analí Corona Arce            | 20   | 1.80     | Tepic              |
| Nuevo León          | Graciela Judith García Yves        | 23   | 1.70     | Monterrey          |
| Oaxaca              | Laura Mojica Romero                | 20   | 1.72     | Tuxtepec           |
| Puebla              | Gladys Georgete Flores Simón       | 22   | 1.80     | Puebla             |
| Querétaro           | Carolina Alejandra Castro Chávez   | 18   | 1.70     | Querétaro          |
| Quintana Roo        | Mariana del Carmen Espinoza Vega   | 23   | 1.70     | Playa del Carmen   |
| San Luis Potosí     | Julieta Sheccid Enríquez Ramírez   | 18   | 1.76     | Tamazunchale       |
| Sinaloa             | Rosaura Ríos Angulo                | 23   | 1.75     | Culiacán           |
| Sonora              | Alessandra Serrano Echave          | 20   | 1.74     | Ciudad Obregón     |
| Tabasco             | Estefany Alba Aguirre              | 23   | 1.75     | Villahermosa       |
| Tamaulipas          | Diana Lucía Rivera de León         | 20   | 1.69     | Tampico            |
| Tlaxcala            | Brenda del Rocío Solís López       | 20   | 1.70     | Chiautempan        |
| Veracruz            | Martha Leticia Suárez Briano       | 22   | 1.74     | Boca del Río       |
| Yucatán             | Mónica Fernanda Hernández Reynaga  | 21   | 1.70     | Mérida             |
| Zacatecas           | Blanca Daniela Mauricio Trejo      | 18   | 1.68     | Panuco             |

## Sobre los Estados en Miss Earth México 2015

### Reemplazos
- Coahuila - Soledad Bonilla renunció al título estatal y a su participación en la competencia nacional debido a cuestiones personales. Fue reemplazada por Alejandra González.
- Jalisco - Isabel de Anda renunció al título estatal y a su participación en la competencia nacional debido a cuestiones personales. Su 1.ª Finalista Patricia Márquez fue nombrada como la nueva representante y titular estatal.
- Michoacán - Jaritzi Romero renunció al título estatal y a su participación en la competencia nacional debido a cuestiones personales. Su 3.ª Finalista Verónica Patiño fue nombrada como la nueva representante y titular estatal.
- Sonora - Danielle Covarrubias renunció al título estatal y a su participación en la competencia nacional debido a cuestiones personales. Fue reemplazada por Alessandra Serrano.

## Crossovers
| Miss Tierra - 2015: Puebla - Gladys Flores Miss Intercontinental - 2016: Veracruz - Martha Briano Miss Eco Universo - 2016: Yucatán - Mónica Hernández (Top 8) Universal Woman - 2023: Veracruz - Martha Briano (Top 10) Miss Heritage Global - 2015: Oaxaca - Laura Mojica (No Compitió) Miss United Countries - 2016: Colima - Daniela Ramírez (No Compitió) Miss Bikini Universe - 2016: Sinaloa - Rosaura Ríos (No Compitió) Miss Tourism Universal - 2016: Tamaulipas - Lucía Rivera (No Compitió) Miss Tourism Queen of the Year International - 2016: Baja California - Stephanie Rivera Miss Freedom of the World - 2017: Chiapas - Deborah Ozuna (No Compitió) Miss Costa Maya International - 2019: Yucatán - Mónica Hernández (1.ª Finalista) Reinado Internacional del Café - 2022: Colima - Daniela Ramírez - 2020: Oaxaca - Laura Mojica (Virreina) - 2019: Yucatán - Mónica Hernández Mexicana Universal - 2019: Tamaulipas - Lucía Rivera - 2018: Chiapas - Deborah Ozuna - 2018: Veracruz - Martha Briano (Top 10) Miss México - 2021: Colima - Daniela Ramírez (Top 10) - 2019: Campeche - Paloma Sandoval - 2019: Oaxaca - Laura Mojica - 2018: Yucatán - Mónica Hernández (Top 10) Reina Turismo México - 2016: Campeche - Paloma Sandoval (Duquesa) Miss Earth Jalisco - 2015: Jalisco - Patricia Márquez (Miss Earth Jalisco-Air) Miss Earth Michoacán - 2015: Michoacán - Verónica Patiño (Miss Earth Michoacán-Fire) Mexicana Universal Chiapas - 2017: Chiapas - Deborah Ozuna (Designada) | Mexicana Universal Ciudad de México - 2018: Nayarit - Belsy Corona Mexicana Universal Puebla - 2017: Puebla - Gladys Flores Mexicana Universal Tamaulipas - 2018: Tamaulipas - Lucía Rivera (Designada) Mexicana Universal Veracruz - 2017: Veracruz - Martha Briano (Designada) Nuestra Belleza Baja California - 2014: Baja California - Stephanie Rivera Nuestra Belleza Baja California Sur - 2011: Baja California Sur - Yessica Ascencio (1.ª Finalista) Nuestra Belleza Nayarit - 2014: Nayarit - Belsy Corona Nuestra Belleza Nuevo León - 2013: Nuevo León - Graciela García Nuestra Belleza Sonora - 2014: Sonora - Alessandra Serrano Nuestra Belleza Veracruz - 2013: Veracruz - Martha Briano (3.ª Finalista) Miss Baja California - 2016: Baja California - Stephanie Rivera (1.ª Finalista) Miss Campeche - 2018: Campeche - Paloma Sandoval (Designada) Miss Colima - 2019: Colima - Daniela Ramírez (Designada) Miss Oaxaca - 2018: Oaxaca - Laura Mojica (Designada) Miss Yucatán - 2017: Yucatán - Mónica Hernández (Designada) Reina Turismo Campeche - 2016: Campeche - Paloma Sandoval (Ganadora) Linda Campechana - 2014: Campeche - Paloma Sandoval (Ganadora) Reina de la Feria Chiapas - 2017: Chiapas - Deborah Ozuna (Ganadora) Reina de la Feria de San Marcos - 2019: Aguascalientes - Andrea de Pablo Reina de las Fiestas Patronales de la Santa Cruz - 2014: Zacatecas - Blanca Mauricio (Ganadora) Señorita UVM - 2013: Chiapas - Deborah Ozuna (Ganadora) |